# Rio Bandeira (Jaracatiá)
Der Rio Bandeira ist ein etwa 21 km langer rechter Nebenfluss des Iguaçu-Nebenflusses Rio Jaracatiá im Süden des brasilianischen Bundesstaats Paraná.

## Geografie

### Lage
Das Einzugsgebiet des Rio Bandeira befindet sich auf dem Terceiro Planalto Paranaense (Dritte oder Guarapuava-Hochebene von Paraná).

### Verlauf
Sein Quellgebiet liegt auf der Grenze zwischen den beiden Munizipien Salto do Lontra und Dois Vizinhos auf 546 m Meereshöhe etwa 10 km westlich der Stadtmitte von Dois Vizinhos.
Der Fluss verläuft in westlicher Richtung. Er bildet in seinem gesamten Verlauf die Grenze zwischen den beiden Munizipien. Er mündet auf 373 m Höhe von rechts in den Rio Jaracatiá. Er ist etwa 21 km lang.